# 볼사리노 2
볼사리노 2(Blood On The Streets)는 프랑스에서 제작된 자크 드레이 감독의 1974년 범죄, 드라마, 액션 영화이다. 알랭 들롱 등이 주연으로 출연하였고 알랭 들롱 등이 제작에 참여하였다.

## 출연

### 주연
- 알랭 들롱
- 리카르도 쿠치올라

### 조연
- 안드레 팔콘
- 다니엘 이베넬
- 라인하드 콜드호프
- 카트린 루벨

## 한국어 더빙 성우진(KBS, 2002년 3월 3일)
- 김세한 - 로크 시프레디 (알랑 드롱)
- 김규식
- 김정호
- 이윤선
- 이종구
- 강희선
- 이연희
- 이호인
- 최병상
- 김태웅
- 박규웅
- 황재경
- 문관일
- 김순영
- 전인배